# Estanhots i molleres de la val de Molières
Els estanys i molleres de la vall de Molières es troben a la capçalera de la Noguera Ribagorçana, a sota el Tuc de Molières
(3010 m), a la vall de Molières. Els dos estanys tenen una superfície de 2.2 ha el superior i 1 ha l'inferior i es troben a 2401 i 2353 m
respectivament. Les molleres ocupen tota la pleta de Molières i es troben només a 1720 m, molt a prop de la sortida sud
del túnel de Vielha.
La conca té una proporció molt gran de tarteres i roca sense vegetació. La vegetació està formada per gespets (prats de
Festuca eskia) i prats de Carex curvula. Les molleres són molt extenses i en destaquen els tapissos d'esfagnes
(Sphagnum spp.) i algunes plantes atlàntiques, que tenen en aquest indret la seva localització més meridional.
Els estanys són molt oligotròfics, amb unes aigües molt transparents i fredes, alimentades per aigua de fusió de la neu quasi gairebé
durant tot l'estiu. Hi manquen els peixos, i s'hi pot trobar granota roja (Rana temporaria).
L'estat ecològic és Bo segons la classificació de la Directiva Marc de l'Aigua. Està actualment inclòs dintre de la zona d'Aigüestortes de Xarxa Natura 2000. El seu estat de conservació és bo, tot i que les molleres per la seva situació a peu
de carretera, i la proximitat d'una antiga pista forestal tenen el risc que futures obres o un excés de freqüentació les
puguin afectar.